# Guilty Conscience
«Guilty Conscience» es una canción del cantante estadounidense Eminem, junto con su mentor, Dr. Dre, grabada en 1999. Este fue el tercer y último sencillo de su exitoso álbum debut, The Slim Shady LP, que también fue grabado ese año. La canción originalmente era un freestyle entre Dr. Dre y Eminem, y ayudó a forjar el estilo final de la canción.
Los movimientos del artista Eminem en el video musical podrían ser comparados con los de 3 a. m., con varios efectos de velocidad, además de que en ambos trata sobre un personaje malvado y llamado Slim Shady (alter ego de Eminem).

## Estructura
La canción fue un éxito, con un duelo entre los dos raperos que desempeñaban el papel del bien y el mal dentro de la mente de alguien en la forma medieval de la moral (como cuando aparecen un diablo y un ángel sobre los hombros) donde Dr. Dre es el ángel y Eminem el diablo. También hay partes habladas y efectos de sonido que describen escenas de la canción. A Eminem se le acredita la letra y a Dr. Dre la música. 
El primer verso trata sobre Eddie, de 23 años, un frustrado joven a punto de robar una licorería. Dre trata de convencerle de no hacerlo, ya que los testigos lo reconocerían y de ese modo entraría a la lista de los más buscados. Por otra parte Eminem trata de convencerlo de llevar a cabo su plan, diciéndole que luego puede ir donde su tía y cambiar su identidad, también trata de justificar el asalto con la pobreza de la familia de Eddie, y en la versión no editada, trata de convencerlo de matar al vendedor (a lo que Dr. Dre dice: "Es mayor que George Burns"). Eddie es convencido de no robar la licorería.
El segundo verso trata sobre Stan, de 21 años, quien conoce a una menor durante una fiesta rave. En el video la escena toma lugar en la fiesta de una fraternidad. Eminem trata de convencerlo de tener relaciones con ella, pero Dr. Dre le advierte sobre los casos de gente que ha ido a la cárcel por violación de menores. Al final Stan sí tiene relaciones con la chica. Durante la narración de esta parte, la canción, Hoochie Mama de 2 Live Crew se puede oír que se está tocando en la fiesta.
El tercer y último verso trata sobre Grady, de 29 años, quien es un empleado de una construcción. Al llegar a su casa encuentra a su esposa teniendo relaciones sexuales con otro hombre, a lo que Eminem le dice que debe atacarlos brutalmente. Tras tratar de convencerlo de lo contrario, Dr. Dre pierde la cordura ante los insultos de Eminem y coincide con él en que debe matarla. Al final de la canción se oyen 2 disparos.

## Posición en las listas musicales
| Lista (1999)                         | Mejor posición |
| ------------------------------------ | -------------- |
| French Singles Chart                 | 97             |
| Netherlands Singles Chart            | 22             |
| Irish Singles Chart                  | 7              |
| Swedish Singles Chart                | 25             |
| U.S. Billboard Hot R&B/Hip-Hop Songs | 56             |
| UK Singles Chart                     | 5              |